# Christian Lacroix (modeontwerper)

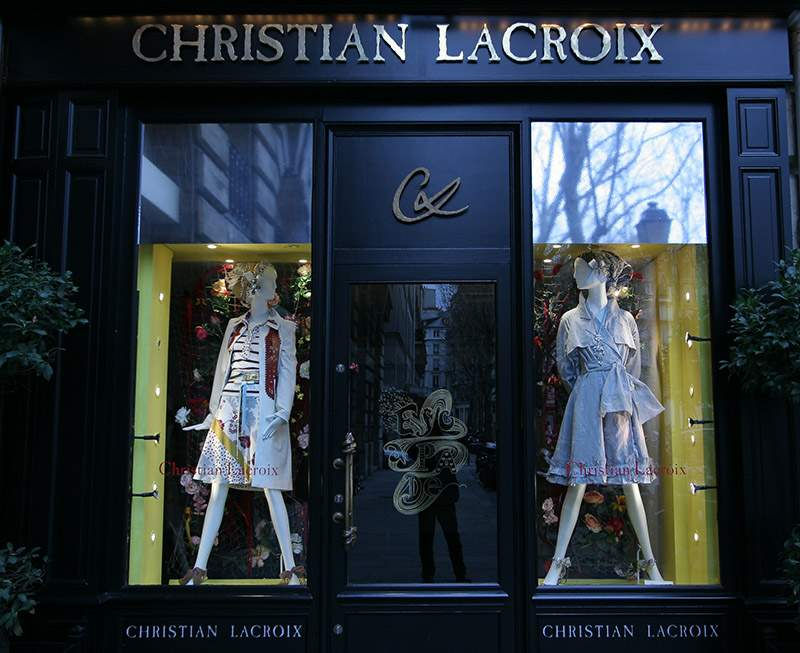
Modehuis van Christian Lacroix in Parijs.

Christian Marie Marc Lacroix (Arles, 16 mei 1951) is een Frans modeontwerper.

## Het begin
Christian Lacroix, geboren op 16 mei 1951 in Arles, is een groot Frans modeontwerper. Hij is ook kostuumontwerper, ontwerper en illustrator.
Na zijn studie kunstgeschiedenis aan de faculteit van Montpellier vervolgde hij zijn studies in Parijs aan de École du Louvre om conservator van het museum te worden.
Hij begon met een eerste korte baan bij Hermès, die hij vond dankzij Jean-Jacques Picart, met wie hij zich later zou associëren. Daarna werd hij zes jaar lang artistiek directeur bij Jean Patou. Terwijl de mode in de jaren tachtig van de vorige eeuw in beroering was, met de verschijning van vele jonge ontwerpers die er een revolutie teweegbrachten, opende Christian Lacroix in 1987, met de hulp van Bernard Arnault, het naar hem vernoemde modehuis. Vervolgens presenteerde hij zijn eerste haute-couture-collectie. Vanaf het begin heeft de "couturier de la couleur" zijn stijl opgelegd, het resultaat van een mengeling van diverse inspiraties en voorouderlijke tradities; borduurwerk en ornamenten waren zijn beste troeven. Het succes is onmiddellijk zichtbaar. In de daaropvolgende jaren is elke modeshow, of het nu gaat om prêt-à-porter of haute couture, anders, maar meestal geïnspireerd door het Zuiden en de geschiedenis van de mode. Vanaf 1992 werd de stijl meer verfijnd en radicaal veranderd in het jaar 2000 en werd donkerder. Halverwege de jaren negentig diversifieerde Christian Lacroix: huishoudlinnen, serviesgoed.... Deze diversificatie zou een decennium later nog meer uitgesproken zijn. Tegelijkertijd werd Christian Lacroix benoemd tot artistiek directeur van Pucci.
Maar begin 2005 was er geen verkoop meer; Bernard Arnault besloot het huis te verkopen aan de Amerikaanse groep Falic. Dit is dan het einde van de zeer strikte benaming "haute couture". De creaties van Christian Lacroix profiteren van talrijke retrospectieven in musea. Christian Lacroix van zijn kant is vooral geïnteresseerd in het decoreren van hotels of transportmiddelen. De ontwerper verliet uiteindelijk zijn huis in 2009 en zette zijn ontwerpbedrijf, XCLX, voort. Sacha Walckhoff, zijn "rechterhand" van 1992 tot 2009, is nu creatief directeur bij Maison Christian Lacroix.Van 1970 tot 1972 studeerde Lacroix kunst aan de Paul Valery universiteit in Montpellier. Hij was geïnteresseerd in film en had een totaal nieuwe kijk op mode in die tijd. In 1972 schreef hij zich in om kunstgeschiedenis van de 17e eeuw te studeren aan de Sorbonne universiteit in Parijs, maar maakte deze opleiding nooit af. In plaats daarvan begon hij te werken o.s. als freelance schoenontwerper en ontwierp hij accessoires voor modehuis Hermès. Ook was hij assistent van Guy Paulin.

## Carrière
In 1981 ging Lacroix samenwerken met Jean Patou de Mouy. Patou was niet zo populair rond die tijd, maar met de komst van Lacroix werd het bedrijf volledig vernieuwd en de verkopen verdrievoudigden.
In 1986 werd Lacroix beloond met de "De d'or" voor zijn beste haute-couture-collectie.
In 1987 verliet Lacroix Patou en begon hij zijn eigen salon. Hij presenteerde zijn eigen collectie gesponsord door Agache Co. Ltd. Zijn modehuis was het eerste haute-couturehuis in twee decennia dat in Parijs geopend werd. Hij ontving de "Oscar for the Best Foreign Designer" van de "Council of Fashion Designers" uit de Verenigde Staten.
In 2005 ontwierp hij het vernieuwde interieur van de TGV Atlantique en TGV Réseau.
Op 28 mei 2009 heeft Lacroix haar faillissement aangevraagd. Op dinsdag 7 juli 2009 gaf Lacroix met behulp van vrienden en collega's zijn laatste modeshow.